# 迪倫·麥克格文
迪倫·麥克格文（英語：Dylan McGowan；1991年8月6日—）是澳大利亞的一位職業足球運動員。他在場上的位置是後衛。麥克格文現在被費雷拉柏高斯外借至K聯賽球隊江原。他也代表澳大利亞國家足球隊參加國際賽事。

## 外部連結
- Dylan McGowan – FIFA國際賽競賽紀錄 (存檔)
- Soccerway資料庫：迪倫·麥克格文